# 二河 (淮沭新河)
二河是中国江苏省北部的一条人工河道，为淮沭新河的上段。二河是明、清两代修筑高家堰大堤时于东侧取土而形成。今二河起自洪泽县西顺河镇洪泽湖畔的二河闸，东北流至淮安市青浦区武墩镇转西北流，至淮安市西郊王营镇杨庄（原为杨庄镇）淮阴闸结束。全长31.5公里。二河水过淮阴闸后即是淮沭河。二河具有分淮入沂、淮河入海、淮水北调、江水北调、沂泗水补淮综合利用的功效。